# 19 (album de MHD)
Pour les articles homonymes, voir 19 (homonymie).
Albums de MHD
MHD
(2016) Mansa
(2021)
Singles
1. Bravo
Sortie : 16 juin 2017
2. Afro Trap Pt. 10 (Moula Gang)
Sortie : 26 janvier 2018
3. Bella (ft. Wizkid)
Sortie : 19 juillet 2018
4. Intro Mansa (ft. Salif Keïta)
Sortie : 19 août 2018
5. XIX
Sortie : 19 septembre 2018
6. Bébé (ft. Dadju)
Sortie : 19 décembre 2018

19 est le deuxième album solo du rappeur MHD, sorti le 19 septembre 2018.

## Genèse
À la fin du mois d'août 2018, MHD annonce sur Twitter la sortie de son prochain album pour le 19 septembre 2018, intitulé 19. 
Le 15 septembre 2018, il déclare vouloir mettre fin à sa carrière après la sortie de cet album : « Plus envie de rien, plus envie de cette musique, je pense bien arrêter après cet album, cette vie n’est pas la mienne. Rien de stratégique, pas là pour un coup marketing, je parle avec le cœur, personne ne peut savoir la face cachée du succès, c’est un choix de vie et c’est très difficile de vivre comme ça... Mettre un terme à tout peut me faire le plus grand bien. ».
Le 26 octobre 2018, soit 1 mois après la sortie de 19, l'album est certifié disque d'or avec plus de 75 000 exemplaires vendus. En janvier 2019, l'album 19 est certifié disque de platine.

## Clips vidéo
- Afro Trap Part. 10 (Moula Gang) : 26 janvier 2018
- Bella (feat. Wizkid) : 19 juillet 2018
- XIX : 19 septembre 2018
- Bébé (feat. Dadju) : 19 décembre 2018

## Liste des titres
| 1.    | Intro Mansa (feat. Salif Keita)     | MHD, Salif Keita  | Dany Synthé, Kandia Kora                                   | 1:55 |
| 2.    | Encore                              | MHD, Heezy Lee    | Starow, S2Keyz, DSK on the Beat, Junior Alaprod, Heezy Lee | 3:19 |
| 3.    | Rouler                              | MHD               | S2Keyz                                                     | 3:22 |
| 4.    | Bravo                               | MHD               | Dany Synthé                                                | 3:39 |
| 5.    | Le temps (feat. Orelsan)            | MHD, Orelsan      | DSK on the Beat, Dany Synthé, Stromae                      | 3:33 |
| 6.    | Papalé                              | MHD               | Dany Synthé, DSK on the Beat                               | 3:50 |
| 7.    | Fuego                               | MHD               | Diplo, Picard Brothers                                     | 2:51 |
| 8.    | Bébé (feat. Dadju)                  | MHD, Dadju        | S2Keyz                                                     | 4:05 |
| 9.    | Interlude Trap 2                    | MHD               | Osha                                                       | 1:56 |
| 10.   | Oh la la                            | MHD               | Geronimo Beats                                             | 3:28 |
| 11.   | Bella (feat. Wizkid)                | MHD, Wizkid       | Junior Alaprod                                             | 3:03 |
| 12.   | Afro Trap, Pt. 10 (Moula Gang)      | MHD               | DSK on the Beat                                            | 2:54 |
| 13.   | Samedi dimanche                     | MHD               | S2Keyz                                                     | 3:02 |
| 14.   | Feeling                             | MHD               | Dany Synthé                                                | 3:25 |
| 15.   | Aleo (feat. Yemi Alade)             | MHD, Yemi Alade   | DJ Red Eyes, DSK on the Beat                               | 3:35 |
| 16.   | Porsche Panamera (feat. Koys)       | MHD, Koys         | S2Keyz                                                     | 2:48 |
| 17.   | Moussa                              | MHD               | S2Keyz, DSK on the Beat                                    | 3:17 |
| 18.   | Senseless Ting (feat. Stefflon Don) | MHD, Stefflon Don | Dany Synthé                                                | 3:10 |
| 19.   | XIX                                 | MHD               | Dany Synthé, DSK on the Beat                               | 4:17 |
| 44:29 |                                     |                   |                                                            |      |

## Titres certifiés en France
- Bébé (feat. Dadju)  Diamant[5]
- Bella (feat. Wizkid)  Diamant[6]
- XIX  Or[7]

## Ventes et certifications
Le 26 octobre 2018, 19 est certifié disque d'or avec plus de 75 000 exemplaires vendus.
| Pays          | Certifcations | Ventes  |
| ------------- | ------------- | ------- |
| France (SNEP) | Platine       | 100 000 |

## Classements
| Classements                   | Meilleure position |
| ----------------------------- | ------------------ |
| Suisse (Schweizer Hitparade)  | 10                 |
| France (SNEP)                 | 3                  |
| Pays-Bas (Mega Album Top 100) | 11                 |
| Belgique (Flandre Ultratop)   | 42                 |
| Belgique (Wallonie Ultratop)  | 7                  |

## Tournée
En janvier 2019, la tournée mondiale qui devait se dérouler en Europe et en Amérique du Nord pour promouvoir 19, est mise en suspens à la suite de l'incarcération de MHD en détention provisoire pour homicide volontaire.